# Bruno Monden
Bruno Monden (* 6. April 1900 in Berlin; † 5. Juli 1980 in München) war ein deutscher Filmarchitekt und Kulissenmaler.

## Leben
Monden erhielt nach seinem Volksschulabschluss eine Ausbildung zum Theatermaler und wirkte anschließend als Kunstmaler beim Theater und beim Film (die 1937/38 entstandenen Produktionen Gefährliches Spiel, Heiratsschwindler, Tanz auf dem Vulkan und Verliebtes Abenteuer). 1941/42 assistierte er Filmarchitektenkollegen bei Rembrandt sowie  Sophienlund und war anschließend bis 1945 kurzzeitig an der Seite seines Kollegen Karl Machus auch als zweiter (= ausführender) Architekt tätig. 
Kurz nach Ende des Zweiten Weltkriegs wechselte Monden endgültig zum Beruf des Filmarchitekten. In dieser Funktion arbeitete er, anfänglich an der Seite der erfahrenen Kollegen Otto Hunte und Hermann Warm, an drei zentralen DEFA-Produktionen, darunter der erste deutsche Nachkriegsfilm Die Mörder sind unter uns. Mit dem KZ-Ausbrecher-Drama Morituri begann Monden Ende 1947 seine Arbeit für westdeutsche Produktionsgesellschaften. Dabei wurde ihm in den 50er Jahren meist der Architekt Franz Bi, später der junge Kollege Wolf Englert zur Seite gestellt. Monden sorgte zumeist für die Ausführung der Kulissenentwürfe Bis bzw. Englerts sowie für sämtliche Maltätigkeiten. 
Zuletzt hatte Monden hauptsächlich als Ausstatter für das Fernsehen gearbeitet. Auch bei der extrem erfolgreichen ZDF-Krimiserie Der Kommissar war er gegen Ende seiner Karriere als Zuarbeiter Wolf Englerts aktiv. Im Alter von 70 Jahren ging Monden in den Ruhestand.

## Filmografie
- 1937: Der Katzensteg
- 1937: Spiel auf der Tenne
- 1938: Es leuchten die Sterne
- 1944: Der Engel mit dem Saitenspiel
- 1946: Die Mörder sind unter uns
- 1946: Razzia
- 1947: Wozzeck
- 1948: Morituri
- 1949: Tragödie einer Leidenschaft
- 1949: Königskinder
- 1950: König für eine Nacht
- 1950: Das ewige Spiel
- 1950: Land der Sehnsucht
- 1951: Frühlingsromanze
- 1952: Herz der Welt
- 1952: Cuba Cabana
- 1952: Der weißblaue Löwe
- 1953: Arlette erobert Paris
- 1953: Ich und Du
- 1953: Straßenserenade
- 1954: Eine Frau von heute
- 1954: Hoheit lassen bitten
- 1954: Ewiger Walzer
- 1955: André und Ursula
- 1955: Roman einer Siebzehnjährigen
- 1956: Die ganze Welt singt nur Amore
- 1957: Vater, unser bestes Stück
- 1958: Ein Stück vom Himmel
- 1958: Die grünen Teufel von Monte Cassino
- 1958: Unruhige Nacht
- 1958: Helden
- 1959: Heiße Ware
- 1959: Die feuerrote Baronesse
- 1959: Bei der blonden Kathrein
- 1959: Die Wahrheit über Rosemarie
- 1959: Die Nackte und der Satan
- 1959: Mein Schatz, komm mit ans blaue Meer
- 1960: Die zornigen jungen Männer
- 1960: Conny und Peter machen Musik
- 1960: Brücke des Schicksals
- 1960: Agatha, laß das Morden sein!
- 1961: Frau Cheneys Ende
- 1962: Straße der Verheißung
- 1963: Wochentags immer
- 1964: Kennwort: Reiher
- 1964: Erzähl mir nichts
- 1965: Die fromme Helene
- 1965: Ich kauf’ mir lieber einen Tirolerhut
- 1965/70: Das Kriminalmuseum (TV-Reihe, zwei Folgen)
- 1967: Wenn Ludwig ins Manöver zieht
- 1969/70: Der Kommissar (TV-Serie)
- 1970: Die Weibchen
- 1970: Mädchen beim Frauenarzt

## Auszeichnungen
- 1963: Bundesfilmpreis für Das schwarz-weiß-rote Himmelbett (Beste Filmarchitektur – gemeinsam mit Max Mellin und Jürgen Rose)